# NGC 2176
NGC 2176 is een open sterrenhoop in het sterrenbeeld Goudvis. Het hemelobject werd op 3 januari 1837 ontdekt door de Britse astronoom John Herschel.

## Synoniemen
- ESO 86-SC50